# 江別市立中央中学校
江別市立中央中学校（えべつしりつ ちゅうおうちゅうがっこう）は、北海道江別市新栄台にある市立中学校。

## 概要
- 江別市の中学校の中では最も新しい学校で、運動系の部活動が盛んである。男子バレーボールで全国制覇している。

## 沿革
出典
- 1993年（平成5年）
  - 4月 - 江別第一中学校・江別第二中学校・江別第三中学校を統合して開校。開校時点の学級数20学級、生徒数723名。屋体新築工事完了。
  - 10月 - 開校記念式典挙行。
- 2002年（平成14年）10月 - 開校10周年記念式典挙行。
- 2008年（平成20年）10月 - 住所変更により、学校所在地が新栄台57番地となる。
- 2009年（平成21年）4月 - 特学1設置。
- 2013年（平成25年）4月 - 角山中学校を統合。
- 2015年（平成27年）4月 - 特別支援学級開設。

## 教育指針
教育目標（わたしたちの目標）
ふるさとの大地で　
知性を磨き、心を耕し、体を鍛えよう
教育活動（わたしたちの活動）
ひびきあう心　
共学、共感、共働

## 校区
- 江別市立対雁小学校
- 江別市立中央小学校
- 江別市立角山小学校

## 関係者

### 出身者
- 菅原洋介（プロバスケットボール選手・琉球ゴールデンキングス所属、兵庫県警察警察官、1999年卒業）
- 西尾佳（長野放送アナウンサー、途中で転校）

## アクセス
- 北海道中央バス野幌見晴台線で、「4番通7丁目」バス停下車後、
  - 野幌駅北口方面行のりばから、徒歩約375m・約6分。
  - 見晴台方面行のりばから、徒歩約445m・約7分。

## 学校周辺
- やまばと公園
- にこにこ公園
- ヤマト運輸江別営業所
- ローソン江別新栄台店
- 北海道消防学校
- 屯田川
- 江別総合ケアセンター
- 友愛記念病院